# Seth Eastman
Pour les articles homonymes, voir Eastman (homonymie).
Seth Eastman est un général de brigade américain né le 24 janvier 1808 à Brunswick, dans le Maine et mort le 31 août 1875 à Washington. Il est l'aîné des 13 enfants de Robert et de Sarah Lee. Il est inhumé au Oak Hill Cemetery de Washington. Il est surtout connu pour ses innombrables illustrations des Nord-Amérindiens et de leur vie quotidienne.

## Carrière
Il est admis à West Point en 1824 d'où il sort diplômé en 1829. Il entre ensuite dans l'armée américaine comme sous-lieutenant dans le 1er régiment d'Infanterie.
En octobre 1829, il participe à la reconstruction du Fort Crawford, commandé par le colonel Zachary Taylor.
Entre le 2 février 1830 et le 25 novembre 1831, il stationne à Fort Snelling où il commence ses études sur les Amérindiens locaux. Il y rencontre sa première femme, âgée de 15 ans, fille du chef sioux Cloud Man (en). Prénommée Wakaninajiwin en langue indienne, elle est plus communément appelée Mary. En 1831, ils ont une fille, Mary Nancy Eastman.
En 1832, il quitte Fort Snelling pour la Louisiane où ses travaux topographiques servent à développer le chemin de fer pour l'armée. Ayant abandonné femme et enfant, il déclare son mariage terminé.

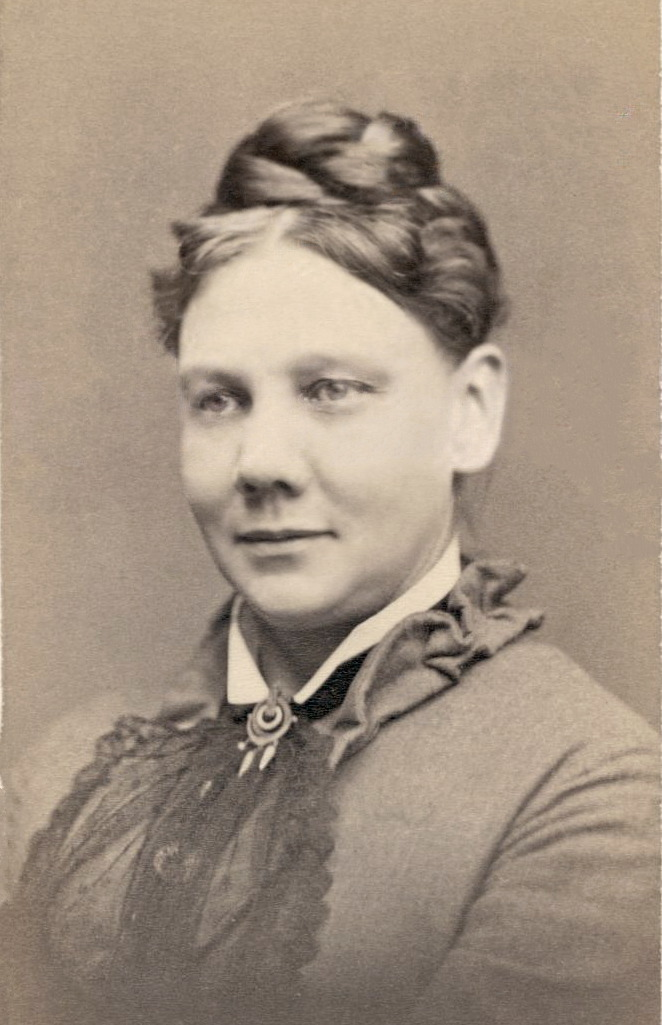
Mary Henderson Eastman.

De 1833 à 1840, il est de nouveau à West Point où il écrit, en 1837, un traité topographique qui devient une référence de l'Université. C'est là qu'il fait la connaissance de Mary Henderson, 17 ans, fille du chirurgien Thomas Henderson, qu'il épouse en 1835.
En 1838, promu capitaine, il participe à la seconde guerre contre les Séminoles.
En 1841, il retourne à Fort Snelling où il reste 7 ans et continue d'étudier les tribus locales.
En 1849, il rentre à Washington où il illustre les 6 volumes de l'ouvrage de Henry Rowe Schoolcraft sur les Amérindiens.
Fait général de brigade, il lui est demandé, en 1870, de peindre les plus importants forts du pays, ce qu'il fait jusqu'à son dernier souffle, le 31 août 1875. Sa mort n'est annoncée dans le Washington National Republican que le 2 septembre.

## Ses enfants
1. Mary Nancy Eastman, née en 1831 dans le Minnesota, morte en février 1858 à Redwood Falls, dans le Minnesota ;
2. Robert Langdon Eastman, né le 13 mars 1836 dans le Maryland, mort le 7 novembre 1865 à Washington, major dans l'armée américaine ;
3. Thomas Henderson Eastman, né vers 1838 dans le New Jersey, mort le 18 mars 1888 à Portsmouth dans le New Hampshire, commander ;
4. Virginia Henderson Eastman, née vers 1843 dans le Minnesota ;
5. Johnathan McLean Eastman, né vers 1845 dans le Minnesota, mort le 13 décembre 1878 à Washington ;
6. Francis Seth E. Eastman, né vers 1847 dans le Minnesota, mort le 12 mars 1883 à Washington ;
7. Harry Eastman, né le 3 décembre 1851 à Washington, mort le 9 mars 1875 à Washington.

## Ses ouvrages
- Treatise on Topographical Drawing par Seth Eastman (1837)
- Memoir of General Seth Eastman, U.S. Army par Seth Eastman (1875)
- Historical and Statistical Information Regarding the History, Conditions and Prospects of the Indian Tribes of the United States par Henry Rowe Schoolcraft, illustré par Seth Eastman (1851-1857)
- Dacotah, or Life and Legends of the Sioux Around Fort Snelling par Mary Henderson Eastman, illustré par Seth Eastman (1849)

## Galerie

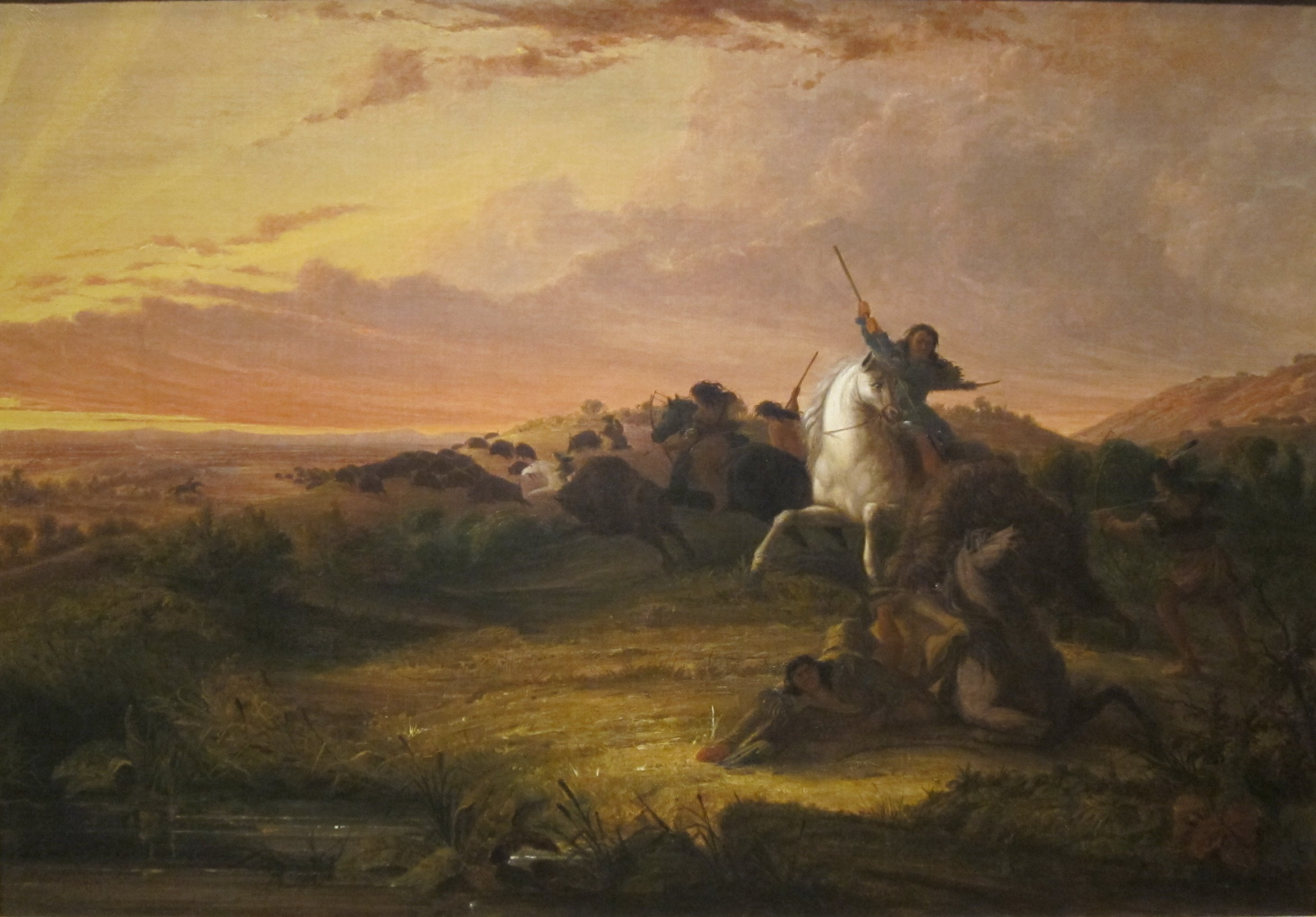
Buffalo Hunt
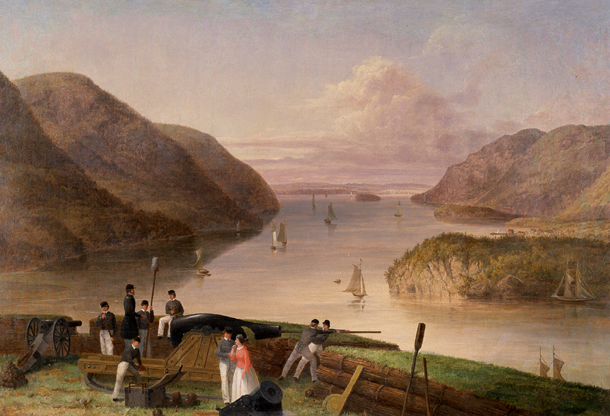
West Point, New York
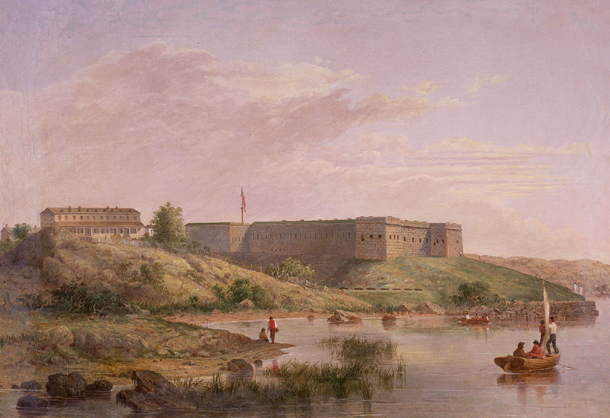
Fort Trumbull (en), Connecticut
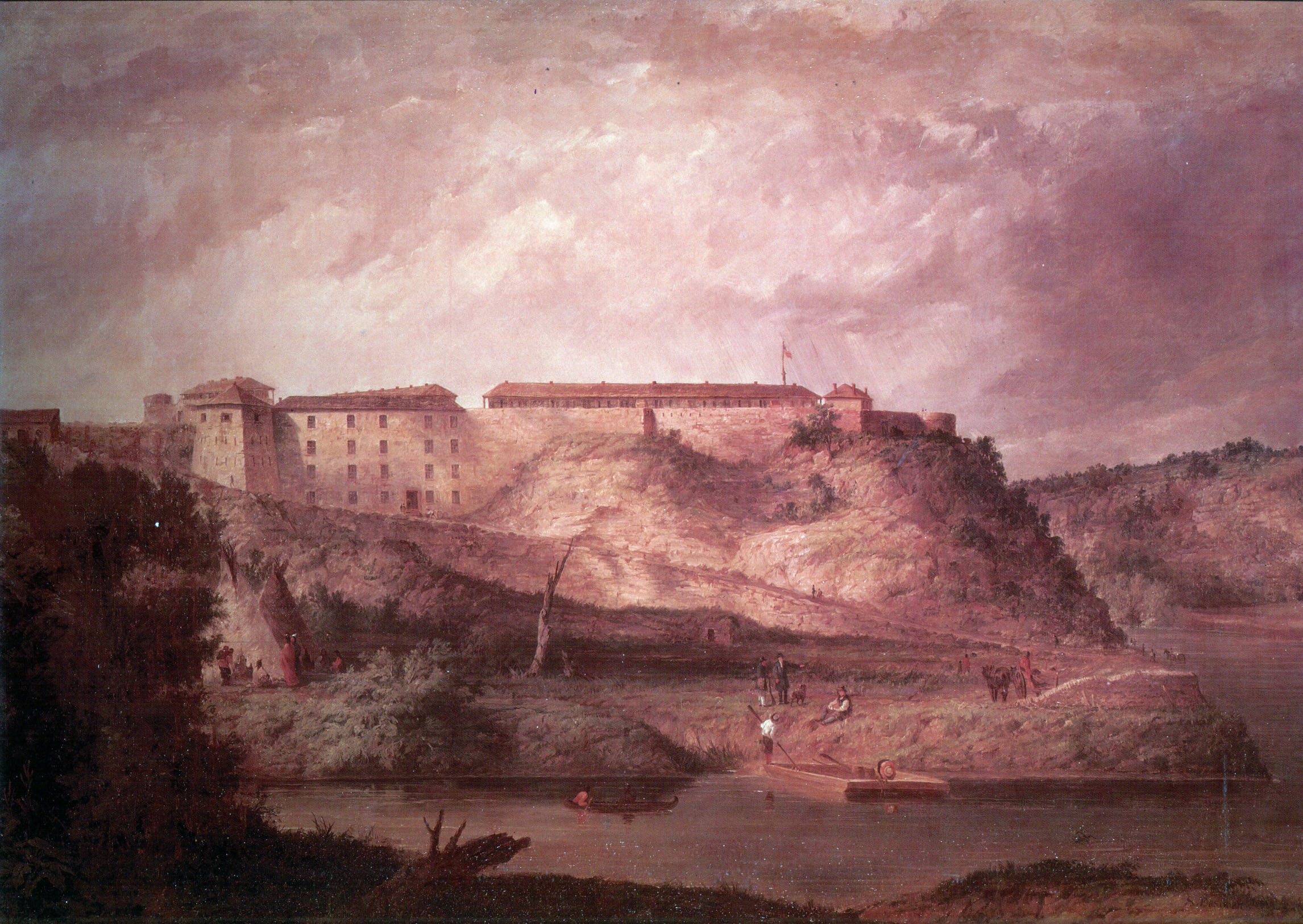
Fort Snelling